# Ракша (комуна)
Ракша (рум. Racșa) — комуна у повіті Сату-Маре в Румунії. До складу комуни входять такі села (дані про населення за 2002 рік):
- Ракша (2593 особи) — адміністративний центр комуни
- Ракша-Вій (297 осіб)

Комуна розташована на відстані 432 км на північний захід від Бухареста, 33 км на схід від Сату-Маре, 117 км на північ від Клуж-Напоки.